# Nothin’ on You
Nothin’ on You ist die erste Single des US-amerikanischen Rappers B.o.B aus seinem Album B.o.B Presents: The Adventures of Bobby Ray, die er mit Bruno Mars aufgenommen hat. Die Single wurde erstmals am 2. Februar 2010 in den Vereinigten Staaten veröffentlicht.

## Musikvideo
Das Musikvideo wurde auf den Straßen von Los Angeles gedreht, das von George Rausch später zur Animation gemacht wurde. Das Video zeigt mehrere Collagen von Frauen Gurtung übereinander, zusätzlich zu einer Szene, wo B.o.B Gitarre spielt und singt, während Bruno Mars das Schlagzeug spielt.
Die Premiere des Videos war am 9. März 2010.

## Live
B.o.B hat das Lied mit Bruno Mars bei den MTV Video Music Awards 2010 zum ersten Mal aufgeführt, wo er dann zum Lied Airplanes mit der Sängerin Hayley Williams von Paramore gewechselt hat.

## Remixe und Titelliste
In den Vereinigten Staaten ist das Lied als eine instrumentale Version des Liedes verfügbar so wie als Download. Zudem gibt es eine Radio-Version der Single. B.o.B nahm des Weiteren eine Version mit Big Boi und Warren G auf, die als Download verfügbar ist.

## Nominierungen
Das Lied Nothin’ on You war bei den MTV Video Music Awards 2010 in der Kategorie Best Pop Video nominiert. Zudem war es bei den Grammy Awards 2011 in der Kategorie Best Rap/Sung Collaboration nominiert, unterlag jedoch dem Lied Empire State of Mind von Jay-Z und Alicia Keys.

## Kommerzieller Erfolg

### Chartplatzierungen
Das Lied schaffte es in den Niederlanden, den Vereinigten Königreich und den Vereinigten Staaten auf Platz 1, während es in Deutschland, Österreich und der Schweiz nur auf Platz 22 und 28 schaffte.
| ChartsChartplatzierungen       | Höchstplatzierung | Wochen |
| ------------------------------ | ----------------- | ------ |
| Deutschland (GfK)              | 22 (12 Wo.)       | 12     |
| Österreich (Ö3)                | 18 (14 Wo.)       | 14     |
| Schweiz (IFPI)                 | 28 (18 Wo.)       | 18     |
| Vereinigte Staaten (Billboard) | 1 (28 Wo.)        | 28     |
| Vereinigtes Königreich (OCC)   | 1 (22 Wo.)        | 22     |

| ChartsJahrescharts (2010)      | Platzierung |
| ------------------------------ | ----------- |
| Vereinigte Staaten (Billboard) | 11          |
| Vereinigtes Königreich (OCC)   | 45          |

### Auszeichnungen für Musikverkäufe
| Land/Region                  | Auszeichnungen für Musikverkäufe (Land/Region, Auszeichnung, Verkäufe) | Verkäufe  |
| ---------------------------- | ---------------------------------------------------------------------- | --------- |
| Australien (ARIA)            | Platin                                                                 | 70.000    |
| Dänemark (IFPI)              | Gold                                                                   | 45.000    |
| Kanada (MC)                  | Platin                                                                 | 80.000    |
| Italien (FIMI)               | Gold                                                                   | 15.000    |
| Neuseeland (RMNZ)            | 2× Platin                                                              | 60.000    |
| Südkorea (KMCA)              | —                                                                      | 1.228.455 |
| Vereinigte Staaten (RIAA)    | 6× Platin                                                              | 6.000.000 |
| Vereinigtes Königreich (BPI) | Platin                                                                 | 600.000   |
| Insgesamt                    | 2× Gold · 11× Platin ·                                                 | 8.098.455 |

Hauptartikel: Bruno Mars/Auszeichnungen für Musikverkäufe